# Thalassoalaimus tenuissimus
Thalassoalaimus tenuissimus är en rundmaskart som beskrevs av Allgen 1935. Thalassoalaimus tenuissimus ingår i släktet Thalassoalaimus och familjen Oxystominidae. Inga underarter finns listade i Catalogue of Life.